# ميدالية داغ همرشولد

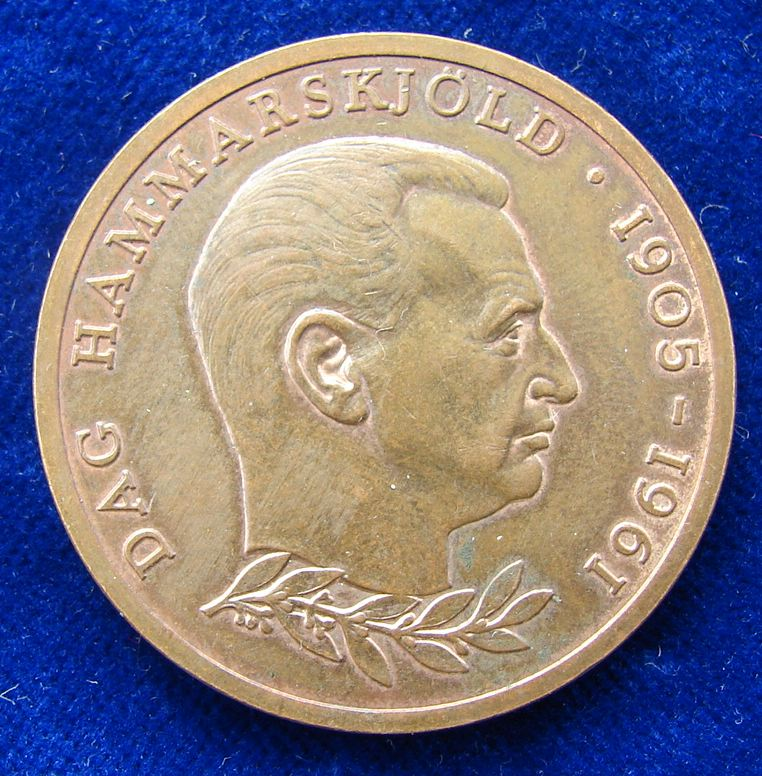

ميدالية داغ همرشولد هي جائزة بعد الوفاة تمنحها الأمم المتحدة للأفراد العسكريين أو الشرطة أو المدنيين الذين فقدوا حياتهم أثناء خدمتهم في عملية حفظ سلام تابعة للأمم المتحدة. سميت الميدالية على اسم داغ همرشولد، الأمين العام الثاني للأمم المتحدة، الذي توفي في حادث تحطم طائرة في ما يعرف الآن بزامبيا في سبتمبر 1961.

## إنشاء الميدالية
في 22 يوليو 1997، خلال اجتماعه رقم 3802 ، تبنى مجلس الأمن التابع للأمم المتحدة بالإجماع القرار رقم 1121، الذي أنشأ بموجبه ميدالية داغ همرشولد. كما طلب مجلس الأمن في القرار أن يضع الأمين العام للأمم المتحدة معايير وإجراءات لمنح الميدالية. تم منح الميداليات الأولى في أكتوبر 1998.

## المعايير
في 1 ديسمبر 2000، نشر كوفي عنان، الأمين العام للأمم المتحدة، لوائح منح الميدالية. تُمنح الجائزة لأي فرد عسكري أو شرطة أو مدنيين فقدوا حياتهم أثناء خدمتهم في إحدى عمليات حفظ السلام التابعة للأمم المتحدة، طالما أن الوفاة لم تنتج عن سوء سلوك أو أعمال إجرامية. دخلت المعايير حيز التنفيذ في 1 يناير 2001 ويمكن منح الميدالية للأفراد المؤهلين قبل هذا التاريخ أو بعده. يتم تقديم الميداليات لأقرب أقرباء المتوفى.

## الميدالية
الميدالية بيضاوية الشكل ومصنوعة من زجاج خالٍ من الرصاص، محفور عليها اسم وتاريخ وفاة المتلقي، وشعار الأمم المتحدة، ونقش «ميدالية داغ همرشولد. في خدمة السلام» باللغتين الإنجليزية والفرنسية.

## المستلمون
في 6 أكتوبر 1998، مُنحت ميداليات داغ همرشولد الثلاث الأولى لهمرشولد نفسه، ورينيه دي لاباريير (قُتل في انفجار لغم أرضي في فلسطين في يوليو 1948)، وفولك برنادوت (اغتيل في القدس على يد متطرفين يهود في سبتمبر 1948). ابتداء من عام 2001، بدأت الأمم المتحدة بمنح عشرات الميداليات كل شهر لقوات حفظ السلام التابعة للأمم المتحدة الذين قتلوا بين عامي 1948 و2001. منذ عام 2001، كان هناك حفل تسليم ميدالية سنوي لأولئك الذين قتلوا في عمليات حفظ السلام التابعة للأمم المتحدة في العام السابق. يقام الاحتفال في 29 مايو، وهو اليوم الدولي لحفظة السلام التابعين للأمم المتحدة.
في عام 2009، مُنحت الميدالية لكل من 132 من قوات حفظ السلام التابعة للأمم المتحدة الذين قُتلوا في عام 2008.
حصل جندي حفظ السلام الباكستاني نايك نعيم رازا، الذي خدم في بعثة الأمم المتحدة لحفظ السلام في جمهورية الكونغو الديمقراطية وقتل في يناير 2018، في 25 مايو 2019 بعد وفاته على ميدالية الأمم المتحدة من قبل الأمين العام أنطونيو غوتيريش. كان رضا قد قتل خلال كمين لقافلة تابعة للأمم المتحدة في يناير 2018، وفقًا لبيان صحفي صادر عن الجناح الإعلامي للجيش. وجاء في البيان الصادر عن الناطق باسم الجيش أن «الميدالية تُمنح للخوذ الزرقاء لتضحياتهم الكبرى في أداء واجبهم». وبحسب البيان الصحفي، فقد بذل 156 جنديًا باكستانيًا من قوات حفظ السلام أرواحهم حتى الآن من أجل السلام والاستقرار العالميين.
في عام 2019، تم تكريم الضابط الهندي جيتندرا كومار و119 رجلاً وامرأة بالميدالية بعد وفاتهم تقديراً لشجاعتهم وتضحياتهم في أداء واجبهم، وقد قتل كومار أثناء خدمته في بعثة منظمة الأمم المتحدة لتحقيق الاستقرار في جمهورية الكونغو الديمقراطية.